# Liste der Baudenkmale in Jühnde
In der Liste der Baudenkmale in Jühnde sind alle Baudenkmale der niedersächsischen Gemeinde Jühnde im Landkreis Göttingen einschließlich des Ortsteils Barlissen aufgelistet. Der Stand der Liste ist das Jahr 1993.

## Allgemein
Jühnde wurde 960 von Otto I. zum ersten Mal urkundlich erwähnt.
In den Spalten befinden sich folgende Informationen:
- Lage: die Adresse des Baudenkmales und die geographischen Koordinaten. Kartenansicht, um Koordinaten zu setzen. In der Kartenansicht sind Baudenkmale ohne Koordinaten mit einem roten Marker dargestellt und können in der Karte gesetzt werden. Baudenkmale ohne Bild sind mit einem blauen Marker gekennzeichnet, Baudenkmale mit Bild mit einem grünen Marker.
- Bezeichnung: Bezeichnung des Baudenkmales
- Beschreibung: die Beschreibung des Baudenkmales. Unter § 3 Abs. 2 NDSchG werden Einzeldenkmale und unter § 3 Abs. 3 NDSchG Gruppen baulicher Anlagen und deren Bestandteile ausgewiesen.
- ID: die Objekt-ID des Baudenkmales
- Bild: ein Bild des Baudenkmales, ggf. zusätzlich mit einem Link zu weiteren Fotos des Baudenkmals im Medienarchiv Wikimedia Commons. Wenn man auf das Kamerasymbol klickt, können Fotos zu Baudenkmalen aus dieser Liste hochgeladen werden:

## Barlissen
| Lage                                            | Bezeichnung                 | Beschreibung | ID       | Bild           |
| ----------------------------------------------- | --------------------------- | --- | -------- | -------------- |
| Am Tie 51° 26′ 10″ N, 9° 49′ 4″ O               | Tie                         | Ovaler Tieplatz mit Umfassungsmauer und erhaltenem Tiestein | 35270401 |                |
| Am Tie 2 51° 26′ 10″ N, 9° 49′ 3″ O             | Wohnhaus                    | Möglicherweise besteht kein Denkmalschutz mehr, da das Objekt im Denkmalatlas 2020 nicht aufgeführt wird. |          |                |
| Am Tie 3 51° 26′ 9″ N, 9° 49′ 5″ O              | Keller des Wohnhauses       | Äußerlich sichtbare Umfassungsmauer aus Kalkbruchstein. Möglicherweise besteht kein Denkmalschutz mehr, da das Objekt im Denkmalatlas 2020 nicht aufgeführt wird. |          | BW             |
| An der Tränke 2 51° 26′ 18″ N, 9° 49′ 18″ O     | Wohnhaus                    | Möglicherweise besteht kein Denkmalschutz mehr, da das Objekt im Denkmalatlas 2020 nicht aufgeführt wird. |          |                |
| Atzenhäuser Straße 5 51° 26′ 8″ N, 9° 48′ 57″ O | Hof                         | Möglicherweise besteht kein Denkmalschutz mehr, da das Objekt im Denkmalatlas 2020 nicht aufgeführt wird. |          |                |
| Hauptstraße 1 51° 26′ 11″ N, 9° 48′ 58″ O       | Hof Hauptstraße 1           | Baudenkmal-Gruppe bestehend aus Wohnhaus (ID 35270443) und Nebengebäude (ID 45722377). | 45722421 |                |
| Hauptstraße 3 51° 26′ 12″ N, 9° 49′ 2″ O        | Hofanlage                   | Möglicherweise besteht kein Denkmalschutz mehr, da der Hof im Denkmalatlas 2020 nicht aufgeführt wird. |          |                |
| Hauptstraße 5 51° 26′ 12″ N, 9° 49′ 3″ O        | ehem. Hofanlage             | Einzeldenkmal der Baudenkmal-Gruppe Hauptstraße 5 und 7 (ID 45725910) | 35270488 |                |
| Hauptstraße 7 51° 26′ 12″ N, 9° 49′ 5″ O        | ehem. Hofanlage             | Einzeldenkmal der Baudenkmal-Gruppe Hauptstraße 5 und 7 (ID 45725910) | 35270510 |                |
| Hauptstraße 11 51° 26′ 11″ N, 9° 49′ 9″ O       | Hofanlage                   | Möglicherweise besteht kein Denkmalschutz mehr, da der Hof im Denkmalatlas 2020 nicht aufgeführt wird. |          | BW             |
| Hauptstraße 20 51° 26′ 9″ N, 9° 49′ 10″ O       | Hofanlage                   | Möglicherweise besteht kein Denkmalschutz mehr, da der Hof im Denkmalatlas 2020 nicht aufgeführt wird. |          | BW             |
| Hauptstraße 51° 26′ 10″ N, 9° 49′ 2″ O          | Kirche St. Laurentius       | Ev.-luth. Kirche mit wehrhaftem Westturm aus Sandsteinquadermauerwerk, im Kern gotisch, heute mit Spitzhelm aus dem Ende des 19. Jahrhunderts bekrönt. Der Turm und ein Teil des Kirchenschiffes werden als Reste der vermutlich in der Mitte des 14. Jahrhunderts zerstörten Burg Berlevessen gedeutet. | 35270422 | Weitere Bilder |
| Niedere Straße 14 51° 26′ 13″ N, 9° 49′ 7″ O    | Armenhaus, Wohnhaus         | | 35271021 |                |
| Niedere Straße 14 51° 26′ 12″ N, 9° 49′ 7″ O    | Armenhaus, Backhaus         | | 35271276 |                |
| Niedere Straße 17 51° 26′ 14″ N, 9° 49′ 11″ O   | Hofanlage Niedere Straße 17 | Baudenkmal-Gruppe ohne Einzeldenkmale | 35230951 |                |
| Niedere Straße 19 51° 26′ 13″ N, 9° 49′ 12″ O   | Hofanlage                   | Möglicherweise besteht kein Denkmalschutz mehr, da der Hof im Denkmalatlas 2020 nicht aufgeführt wird. |          |                |

## Jühnde
| Lage                                                       | Bezeichnung                      | Beschreibung | ID       | Bild           |
| ---------------------------------------------------------- | -------------------------------- | --- | -------- | -------------- |
| Beekestraße 3 51° 27′ 47″ N, 9° 47′ 53″ O                  | Wohnhaus                         | Das Fachwerkhaus wurde 1824 erbaut. | 35270576 |                |
| Beekestraße 7 51° 27′ 50″ N, 9° 47′ 51″ O                  | Wohnhaus                         | | 35270596 |                |
| Beekestraße 9 51° 27′ 51″ N, 9° 47′ 51″ O                  | Wohn-/Wirtschaftsgebäude         | Das Fachwerkhaus ist das Geburtshaus des Lehrers, Volksschriftstellers und Publizisten Heinrich Sohnrey. | 35270616 |                |
| Dorfstraße 51° 27′ 45″ N, 9° 48′ 1″ O                      | Schloss Jühnde                   | Eine Burg stand hier schon 1290, das steht in einem Copialbuch des Klosters Mariengarten. Zu einem Schloss wurde die Burg von 1668 bis 1671 umgebaut. Das Schloss bzw. die Burg Jühnde bildet mit dem Gutshof (Baukomplex, ID 35270659) und dem großen Gutspark (ID 35270705) mit Wartturm „Jühnder Warte“ die Baudenkmal-Gruppe Gut Jühnde (ID 35230908) | 35270682 | Weitere Bilder |
| Dorfstraße 51° 27′ 48″ N, 9° 48′ 0″ O                      | Kirche St. Martini               | Die Kirche wurde erstmals 1271 erwähnt. Die heutige Kirche stammt aus dem 16. Jahrhundert. Einzeldenkmal der Baudenkmal-Gruppe Kirchhof Jühnde (ID 35230965), zu der auch der Baumbestand des Kirchhofs (ID 35271233) und einige Grabmale (ID 35270773) sowie die Gruft des Freiherrn Grote gehören.                                                      | 35270751 | Weitere Bilder |
| Dorfstraße 14 51° 27′ 49″ N, 9° 48′ 2″ O                   | Wohnhaus                         | Möglicherweise besteht kein Denkmalschutz mehr, da das Objekt im Denkmalatlas 2020 nicht aufgeführt wird. |          |                |
| Dorfstraße 18 51° 27′ 49″ N, 9° 48′ 1″ O                   | Wohnhaus                         | Möglicherweise besteht kein Denkmalschutz mehr, da das Objekt im Denkmalatlas 2020 nicht aufgeführt wird. |          |                |
| Dorfstraße 24 51° 27′ 44″ N, 9° 47′ 53″ O                  | Wohnhaus                         | | 35270815 | BW             |
| Galgenkampstraße 1 51° 27′ 55″ N, 9° 48′ 3″ O              | Wohnhaus                         | | 35270835 | BW             |
| Hägerhof 1 51° 28′ 53″ N, 9° 46′ 47″ O                     | Hägerhof                         | Der Hägerhof gehörte lange zur Burg, er liegt nordwestlich von Jühnde. Denkmalgeschützt ist das Wohnhaus des Hofes. | 35270855 |                |
| Hermann-Kawe-Straße 10 51° 27′ 39″ N, 9° 47′ 56″ O         | Hofanlage Hermann-Kawe-Straße 10 | Baudenkmal-Gruppe ohne Einzeldenkmale | 35230922 |                |
| Ilsensfahrt 2 51° 27′ 50″ N, 9° 47′ 52″ O                  | Wohn-/Wirtschaftsgebäude         | Das Haus wurde 1825 erbaut. | 35270378 |                |
| Im Grabental 2 51° 27′ 53″ N, 9° 48′ 0″ O                  | Wohnhaus und Terrassenanlage     | Neben dem Wohnhaus ist auch die Terrassenanlage vor dem Haus denkmalgeschützt. (ID 35271304) | 35270353 |                |
| Im Grabental 10 51° 27′ 51″ N, 9° 47′ 54″ O                | Scheune                          | | 35270897 |                |
| Im Winkel 1 51° 27′ 49″ N, 9° 47′ 50″ O                    | Wohnhaus                         | | 35270329 |                |
| Obere Straße 3 51° 27′ 45″ N, 9° 47′ 52″ O                 | Wohnhaus                         | | 35270959 |                |
| Obere Straße 5 51° 27′ 46″ N, 9° 47′ 53″ O                 | Wohnhaus                         | | 35270979 |                |
| L 559 51° 28′ 9″ N, 9° 47′ 43″ O                           | Ehrenhain                        | Der Ehrenhain mit Kriegsgräberstätte liegt nördlich von Jühnde. Er wurde im Jahr 1920 angelegt. | 35270917 |                |
| L 559 Höhe Ehrenmal, westseitig 51° 28′ 8″ N, 9° 47′ 47″ O | Kreuzstein                       | Scheibenkreuzstein. | 35270939 |                |